# Santa Mônica (Paraná)
Santa Mônica é um município brasileiro situado no noroeste do estado do Paraná. Sua população estimada em 2010 era de 3850  habitantes.